# Rocca Canavese
Rocca Canavese (piemonti nyelven La Ròca) település Olaszországban, Lombardia régióban, Torino megyében. Lakosainak száma 1698 fő (2023. január 1.). Rocca Canavese Barbania, Corio, Forno Canavese, Levone, Nole, Vauda Canavese és San Carlo Canavese községekkel határos.

## Népesség
A település népességének változása:
| Lakosok száma | 1753 | 1700 | 1698 |
|               | 2017 | 2020 | 2023 |

## Híres személyek
- Giorgio Ardisson olasz színész szülővárosa